# Organická reakce
Organické reakce jsou chemické reakce zahrnující organické sloučeniny. Základními typy reakcí organické chemie jsou: adice, eliminace, substituční reakce, pericyklické reakce, přesmykové reakce, fotochemické reakce a redoxní reakce. V organické syntéze se organické reakce používají při konstrukci nových organických molekul. Na organických reakcích závisí výroba mnoha chemických látek vyrobených člověkem, jako jsou léky, plasty, potravinářské přídatné látky a textilie.
Nejstaršími organickými reakcemi jsou: hoření organických paliv a zmýdelňování tuků za účelem výroby mýdla. Moderní organická chemie začíná objevem Wöhlerovy syntézy v roce 1828. V historii byly Nobelovy ceny za chemii udělovány za objev konkrétních organických reakcí, jako je Grignardova reakce v roce 1912, Dielsova–Alderova reakce v roce 1950, Wittigova reakce v roce 1979 a metateze olefinů v roce 2005.

## Klasifikace
Organická chemie má silnou tradici pojmenovávání konkrétní reakce podle jejího objevitele nebo objevitelů a existuje dlouhý seznam tzv. jmenných reakcí. Velmi starou jmennou reakcí je Claisenův přesmyk (1912) a nedávnou je Bingelova reakce (1993). Pokud je jmenná reakce obtížně vyslovitelná nebo velmi dlouhá, jako v případě Coreyovy–Posnerovy–Whitesidesovy–Houseovy reakce, používá se zkratka, jako v případě CBS redukce.
Jiný přístup k organickým reakcím je podle typu organického činidla, z nichž mnohé jsou anorganické, potřebného pro konkrétní reakci. Hlavními typy jsou oxidační činidla, jako je oxid osmičelý, redukční činidla, jako je tetrahydridohlinitat lithný, zásady, jako diisopropylamid lithný, a kyseliny, jako je kyselina sírová.
Reakce jsou také klasifikovány podle mechanistických tříd. Obvykle se jedná o tyto třídy: polární, radikálové a pericyklické.

## Základy
Faktory, kterými se řídí organické reakce, jsou v podstatě stejné jako u všech chemických reakcí. Faktory specifické pro organické reakce jsou ty, které určují stabilitu reaktantů a produktů, jako je konjugace, hyperkonjugace a aromaticita, a přítomnost a stabilita reaktivních meziproduktů, jako jsou volné radikály, karbokationy a karbaniony.
Organická sloučenina se může skládat z mnoha izomerů. Selektivita ve smyslu regioselektivity, diastereoselektivity a enantioselektivity je proto důležitým kritériem pro mnoho organických reakcí. Stereochemie pericyklických reakcí se řídí Woodwardovými–Hoffmannovými pravidly a stereochemie mnoha eliminací Zajcevovým pravidlem.
Organické reakce jsou důležité při výrobě léčiv. V přehledu z roku 2006 bylo odhadnuto, že 20 % chemických konverzí zahrnuje alkylace na atomech dusíku a kyslíku, dalších 20 % zahrnuje umístění a odstranění chránících skupin, 11 % zahrnuje tvorbu nové vazby uhlík–uhlík a 10 % zahrnuje změny funkčních skupin.

## Podle mechanismu
Počet možných organických reakcí a mechanismů není omezen.´Lze však vypozorovat určité obecné zákonitosti, které lze použít k popisu mnoha běžných nebo užitečných reakcí. Každá reakce má svůj postupný reakční mechanismus, který vysvětluje, jak probíhá, i když tento podrobný popis kroků není vždy jasný pouze ze seznamu reaktantů. Organické reakce lze uspořádat do několika základních typů. Některé reakce spadají do více než jedné kategorie. Například některé substituční reakce probíhají cestou adice a eliminace. Tento přehled si neklade za cíl zahrnout všechny organické reakce. Jeho cílem je spíše pokrýt základní reakce.
| Typ reakce               | Podtyp                             | Poznámka                                                                                               |
| ------------------------ | ---------------------------------- | --- |
| Adice                    | elektrofilní adice                 | zahrnují reakce, jako je halogenace, hydrohalogenace a hydratace.                                      |
| Adice                    | nukleofilní adice                  | zahrnují reakce, jako je halogenace, hydrohalogenace a hydratace.                                      |
| Adice                    | radikálová adice                   | zahrnují reakce, jako je halogenace, hydrohalogenace a hydratace.                                      |
| Eliminace                |                                    | zahrnují procesy, jako je dehydratace, a je zjištěno, že se řídí reakčním mechanismem E1, E2 nebo E1cB |
| Substituční reakce       | nukleofilní alifatická substituce  | zahrnují reakční mechanismy SN1, SN2 a SNi                                                             |
| Substituční reakce       | nukleofilní aromatická substituce  | |
| Substituční reakce       | nukleofilní acylová substituce     | |
| Substituční reakce       | elektrofilní substituce            | |
| Substituční reakce       | elektrofilní aromatická substituce | |
| Substituční reakce       | radikálová substituce              | |
| Organická redoxní reakce |                                    | jedná se o redoxní reakce specifické pro organické sloučeniny a jsou velmi časté.                      |
| Přesmyková reakce        | 1,2-přesmyk                        | |
| Přesmyková reakce        | pericyklická reakce                | |
| Přesmyková reakce        | metateze                           | |

Při kondenzaci se při spojení dvou reaktantů v chemické reakci odštěpí malá molekula, obvykle voda. Opačná reakce, kdy se při reakci spotřebovává voda, se nazývá hydrolýza. Mnoho polymerizací je odvozeno od organických reakcí. Dělí se na adiční polymerizace a postupné polymerizace.
Obecně lze postupný vývoj reakčních mechanismů znázornit pomocí šipek, při níž se zakřivené šipky používají ke sledování pohybu elektronů při přechodu výchozích materiálů na meziprodukty a produkty.

## Podle funkčních skupin
Organické reakce lze rozdělit podle typu funkční skupiny, která se reakce účastní jako reaktant, a funkční skupiny, která vzniká jako výsledek této reakce. Například při Friesově přesmyku je reaktantem ester a produktem reakce alkohol.
| Funkční skupina      |
| -------------------- |
| Anhydrid kyseliny    |
| Acylhelogenidy       |
| Acyloiny             |
| Alkoholy             |
| Aldehydy             |
| Alkany               |
| Alkeny               |
| Alkylhalogenidy      |
| Alkylnitrity         |
| Alkyny               |
| Amidy                |
| Aminoxidy            |
| Aminy                |
| Sloučeniny arenu     |
| Azidy                |
| Aziridiny            |
| Karboxylové kyseliny |
| Cyklopropany         |
| Diazosloučeniny      |
| Dioly                |
| Estery               |
| Ethery               |
| Epoxidy              |
| Halogenketony        |
| Iminy                |
| Isokyanáty           |
| Ketony               |
| Laktamy              |
| Laktony              |
| Nitrily              |
| Nitrosloučeniny      |
| Fenoly               |
| Thioly               |

## Jiná klasifikace
V heterocyklické chemii se organické reakce dělí podle typu vzniklého heterocyklu s ohledem na velikost kruhu a typ heteroatomu. Viz například chemie indolů.
Organické reakce lze také klasifikovat podle typu vazby na uhlík s ohledem na příslušný prvek. Více reakcí se vyskytuje v organokřemíkové chemii, organosirové chemii, organofosforové chemii a organofluorové chemii. Se zavedením vazby uhlík-kov přechází obor do organokovové chemie.